# Leonia
Leonia é um género botânico pertencente à família Violaceae. Seu nome foi estabelecido por Hipólito Ruiz López em 1794.

## Espécies
- Leonia crassa
- Leonia cymosa
- Leonia glycycarpa
- Leonia triandra